# Elizabeth Hughes Gossett
Pour les articles homonymes, voir Gossett et Hughes.
Elizabeth Evans Hughes Gossett (née le 19 août 1907 et morte le 21 avril 1981) est la première Américaine et l'une des premières personnes au monde à être traitée à l'insuline pour le diabète de type 1.
Elle fonde la Supreme Court Historical Society en 1972.

## Naissance et jeunesse
Elizabeth Evans Hughes est née le 19 août 1907 à Albany, New York, d'Antoinette Carter et de Charles Evans Hughes, qui est alors gouverneur de New York.
Elizabeth développe le diabète en 1918 à l'âge de 11 ans. À l'époque, l'espérance de vie d'un diabétique de type 1 sans traitement n’excède généralement pas quelques mois.
Le seul traitement connu est un régime de famine, dans lequel l'apport calorique est réduit à un niveau que le patient peut tolérer sans présence de sucre dans les urines. Si le régime est suivi strictement, un diabétique peut espérer vivre quelques années avant de finalement succomber à une maladie infectieuse, en état de malnutrition.
Au printemps 1919, Elizabeth Evans Hughes consulte le docteur Frederick M. Allen dans sa clinique spécialisée, le Physiatric Institute à Morristown, New Jersey. Allen prescrit un régime strict et surveille l'évolution de la maladie au cours des trois années suivantes. Elle mesure 1,50 m et pèse 34 kg au début de sa maladie. En août 1922, avec un régime à 800 calories par jour, son poids tombe à 20 kg.
De l'été 1921 au printemps 1922, une équipe de l'Université de Toronto réussit à isoler l'hormone insuline, que les diabétiques de type 1 sont incapables de produire par eux-mêmes. La mère d'Elizabeth Evans Hughes contacte le médecin canadien Frederick Banting, qui accepte de la prendre comme patiente privée. Celle-ci arrive à Toronto avec sa mère le 15 août 1922 et commence à recevoir l'insuline du Docteur Banting. Elle se rétablit rapidement et suit un régime de prise de poids de 2 200 à 2 400 calories en deux semaines. Elle rentre chez elle à Washington le jour de Thanksgiving 1922,.

## Vie adulte
Elizabeth Evans Hughes retourne à l'école en 1923 et obtient son diplôme du Barnard College en 1929. En 1930, elle épouse William T. Gossett, un avocat qui devient plus tard président de l'American Bar Association (1968-69) ainsi que vice-président et avocat général de la Ford Motor Company. Ils vivent à Bloomfield, Michigan, et ont deux filles et un fils.
Elizabeth Gossett participe activement à la vie publique dans la région de Détroit. Elle est membre du Conseil d'administration du Barnard College, l'un des administrateurs fondateurs de l'Université d'Oakland, à Rochester, membre de la Detroit Urban League, ainsi que bénévole au Merrill-Palmer Institute et à la Université d’État du Michigan. Elle est surtout connue comme fondatrice de la Supreme Court Historical Society en 1972 et en a été la présidente jusqu'en 1979.
Elizabeth Gossett décède d'une pneumonie le 21 avril 1981, à l'âge de 73 ans. Au moment de sa mort, elle a reçu environ 42 000 injections d'insuline pendant 58 ans. Bien que son nom ait été mentionné largement dans la couverture médiatique de l'insuline en 1922, elle a par la suite caché son diabète à ses amis et associés. Elle a détruit la plupart des documents qui documentaient ses traitements et a même supprimé les références au diabète dans les papiers de son père.

## Héritage
Les prix Hughes Gossett, présentés par la Supreme Court Historical Society, sont nommés en son honneur.
Elle a été représentée dans la mini-série canadienne sur la découverte de l'insuline Glory Enough for All.